# Bezzia elongata
Bezzia elongata är en tvåvingeart som beskrevs av Zilahi-sebess 1940. Bezzia elongata ingår i släktet Bezzia och familjen svidknott. Inga underarter finns listade i Catalogue of Life.